# Lista de prêmios e indicações recebidos por Julia Roberts
A seguir uma lista de prêmios e indicações recebidos pela atriz estadunidense de cinema e televisão Julia Roberts. Suas honras competitivas incluem um quatro indicações ao Óscar, duas indicações ao Primetime Emmy Awards e três prêmios Globo de Ouro de nove indicações.

## Prêmios de associações mais importantes

### Academy Awards
| Ano  | Categoria                | Trabalho             | Resultado | Ref.  |
| ---- | ------------------------ | -------------------- | --------- | ----- |
| 1990 | Melhor Atriz Coadjuvante | Steel Magnolias      | Indicada  |       |
| 1991 | Melhor Atriz             | Pretty Woman         | Indicada  |       |
| 2001 | Melhor Atriz             | Erin Brockovich      | Venceu    |       |
| 2014 | Melhor Atriz Coadjuvante | August: Osage County | Indicada  | [ 1 ] |

### BAFTA
| Ano  | Categoria                | Trabalho             | Resultado | Ref. |
| ---- | ------------------------ | -------------------- | --------- | ---- |
| 1991 | Melhor Atriz             | Pretty Woman         | Indicado  |      |
| 2001 | Melhor Atriz             | Erin Brockovich      | Venceu    |      |
| 2014 | Melhor Atriz Coadjuvante | August: Osage County | Indicado  |      |

### Emmy Awards
| Ano  | Categoria                                           | Trabalho         | Resultado | Ref. |
| ---- | --------------------------------------------------- | ---------------- | --------- | ---- |
| 1999 | Melhor Atriz Convidada em Série Dramática           | Law & Order      | Indicado  |      |
| 2014 | Melhor Atriz Coadjuvante em Minissérie ou Telefilme | The Normal Heart | Indicado  |      |

### Globo de Ouro
| Ano  | Categoria                               | Trabalho                 | Resultado | Ref. |
| ---- | --------------------------------------- | ------------------------ | --------- | ---- |
| 1990 | Melhor Atriz Coadjuvante em Cinema      | Steel Magnolias          | Venceu    |      |
| 1991 | Melhor Atriz em Comédia ou Musical      | Pretty Woman             | Venceu    |      |
| 1998 | Melhor Atriz em Comédia ou Musical      | My Best Friend's Wedding | Indicado  |      |
| 2000 | Melhor Atriz em Comédia ou Musical      | Notting Hill             | Indicado  |      |
| 2001 | Melhor Atriz em Filme Dramático         | Erin Brockovich          | Venceu    |      |
| 2008 | Melhor Atriz Coadjuvante em Cinema      | Charlie Wilson's War     | Indicado  |      |
| 2010 | Melhor Atriz em Comédia ou Musical      | Duplicity                | Indicado  |      |
| 2014 | Melhor Atriz Coadjuvante em Cinema      | August: Osage County     | Indicado  |      |
| 2019 | Melhor Atriz em Série Dramática         | Homecoming               | Indicado  |      |
| 2023 | Melhor Atriz em Minissérie ou Telefilme | Gaslit                   | Indicado  |      |

### Screen Actors Guild Awards
| Ano  | Categoria                               | Trabalho             | Resultado | Ref. |
| ---- | --------------------------------------- | -------------------- | --------- | ---- |
| 2000 | Melhor Atriz em Cinema                  | Erin Brockovich      | Venceu    |      |
| 2013 | Melhor Elenco em Cinema                 | August: Osage County | Indicado  |      |
| 2013 | Melhor Atriz Coadjuvante em Cinema      | August: Osage County | Indicado  |      |
| 2014 | Melhor Atriz em Minissérie ou Telefilme | The Normal Heart     | Indicado  |      |

## Outras associações

### Blockbuster Entertainment Awards
| Ano  | Categoria                         | Trabalho                 | Resultado | Ref. |
| ---- | --------------------------------- | ------------------------ | --------- | ---- |
| 1997 | Melhor Atriz - Suspense           | Conspiracy Theory        | Venceu    |      |
| 1997 | Melhor Atriz - Comédia            | My Best Friend's Wedding | Venceu    |      |
| 1998 | Melhor Atriz - Drama              | Stepmom                  | Venceu    |      |
| 1999 | Melhor Atriz - Comédia ou Musical | Notting Hill             | Indicado  |      |
| 1999 | Melhor Atriz - Comédia ou Musical | Runaway Bride            | Indicado  |      |
| 2000 | Melhor Atriz - Drama              | Erin Brockovich          | Venceu    |      |

### Empire Awards
| Ano  | Categoria            | Trabalho        | Resultado | Ref. |
| ---- | -------------------- | --------------- | --------- | ---- |
| 2000 | Melhor Atriz - Drama | Erin Brockovich | Indicado  |      |

### Independent Spirit Awards
| Ano  | Categoria    | Trabalho     | Resultado | Ref. |
| ---- | ------------ | ------------ | --------- | ---- |
| 1988 | Melhor Atriz | Mystic Pizza | Indicado  |      |

### MTV Movie Awards
| Ano  | Categoria                                                | Trabalho                 | Resultado | Ref. |
| ---- | -------------------------------------------------------- | ------------------------ | --------- | ---- |
| 1991 | Melhor Atriz                                             | Dying Young              | Indicado  |      |
| 1991 | Mulher Mais Desejada                                     | Dying Young              | Indicado  |      |
| 1993 | Melhor Atriz                                             | The Pelican Brief        | Indicado  |      |
| 1997 | Melhor Atriz                                             | My Best Friend's Wedding | Indicado  |      |
| 1999 | Melhor Atriz                                             | Runaway Bride            | Indicado  |      |
| 2000 | Melhor Atriz                                             | Erin Brockovich          | Venceu    |      |
| 2000 | Melhor Frase de Filme (por "Bite my ass, Krispy Kreme!") | Erin Brockovich          | Indicado  |      |
| 2000 | Mulher Mais Desejada                                     | Erin Brockovich          | Indicado  |      |

### Nickelodeon Kids' Choice Awards
| Ano  | Categoria                             | Trabalho                     | Resultado | Ref. |
| ---- | ------------------------------------- | ---------------------------- | --------- | ---- |
| 1990 | Atriz Favorita de Cinema              | Pretty Woman                 | Venceu    |      |
| 1998 | Atriz Favorita de Cinema              | Stepmom                      | Indicado  |      |
| 1999 | Atriz Favorita de Cinema              | Runaway Bride / Notting Hill | Indicado  |      |
| 1999 | Melhor Par Romântico (com Hugh Grant) | Notting Hill                 | Indicado  |      |
| 2006 | Melhor Voz em Filme de Animação       | The Ant Bully                | Indicado  |      |
| 2012 | Melhor Vilã                           | Mirror Mirror                | Indicado  |      |

### People's Choice Awards
| Ano  | Categoria    | Indicação  | Notas  |
| ---- | ------------ | ---------- | ------ |
| 2011 | Melhor Atriz | Black Swan | Venceu |

### Teen Choice Awards
| Ano  | Categoria                       | Indicação  | Notas    |
| ---- | ------------------------------- | ---------- | -------- |
| 2005 | Melhor atriz em série dramática | Nip/Tuck   | Indicada |
| 2011 | Melhor atriz em filme dramático | Black Swan | Venceu   |